# Kroda
Kroda (în ucraineană Крода) este o formație ucraineană de pagan metal înființată în 2003 în Dnipro. Versurile melodiilor au ca subiect păgânismul, istoria, natura, tradiționalismul și anticreștinismul. Cel de-al șaselea album de studio a fost lansat pe 1 mai 2015. Formația este considerată național socialistă din cauza versurilor despre negarea Holocaustului și a asocierii sale cu neonazismul ucrainean.

## Istorie
Formația a fost înființată de Eisenslav și Viterzgir în martie 2003. Numele acesteia a fost preluat din slava estică veche și înseamnă „the fire of burial bonfire”. Conform legendei, atunci când trupurile războinicilor căzuți în luptă erau incinerate, sufletele acestora erau călăuzite de fum înspre Palatele Cerești ale Zeilor.
În mai 2004, Kroda și-a lansat albumul de debut Поплач мені, річко. . . ( Cry To Me, River...) prin intermediul casei de discuri Stellar Winter Records.
Al doilea lor album До небокраю життя. . . (Towards The Firmaments Verge Of Life...) a fost înregistrat din ianuarie până în aprilie 2005 și a fost lansat pe 20 iulie în același an. În 2012, a fost remasterizat și reeditat prin Purity Through Fire Records din Germania.
În august 2007, Kroda a susținut primul concert live la festivalul „Svarohovo Kolo II” din Sevastopol. Pe 22 decembrie, aceștia au participat la Festivalul Kolovorot din Harkiv.

## Membrii formației
- Eisenslav – voce, bas (2003-prezent)
- One of Thorns – bas (2014-prezent)
- Rungvar – tobe (2014-prezent)
- Clin – clape (2014-prezent)
- Olgerd – clape (2011-prezent)

## Discografie
- Поплач мені, річко... (2004)
- До небокраю життя... (2005)
- Похорон сонця (Fimbulvinter) (2007)
- Fünf Jahre Kulturkampf (2009)
- Schwarzpfad (2011)
- GinnungaGap GinnungaGaldr GinnungaKaos (2015)
- Навій Схрон (Navij Skhron) (2015)[12]
- Selbstwelt (2018)[13]